# Флам, Людмила Сергеевна
Людмила Сергеевна Флам (Оболенская-Флам, урождённая Чернова; род. 1931, Рига) — русский публицист, живет в США. Внучка литератора и правоведа Петра Якоби, праправнучка академика Бориса Якоби.
В 1944 году вместе с семьёй оказалась в Германии. После Второй мировой войны окончила гимназию в Мюнхене, вступила в Народно-трудовой союз. Жила в Касабланке, Лондоне, Париже, в 1954 году снова поселилась в Мюнхене, где вышла замуж за журналиста радио «Свобода» Валериана Александровича Оболенского (1925—1977) и поступила на работу в европейскую редакцию радиостанции «Голос Америки», затем с 1975 года работала в центральном офисе радиостанции в Нью-Йорке. Проработала на радио около 40 лет, пройдя путь от диктора до начальника отдела.
В 1980 году, спустя три года после смерти первого мужа, вышла замуж за американского дипломата Илая Флама, назначенного культурным атташе в Мадрид, где в то время проходила длительная конференция по Сотрудничеству и Безопасности в Европе (СБСЕ), заседания которой, с упором на права человека, Людмила освещала для «Голоса Америки» на протяжении всего пребывания в Испании.
Людмиле Флам принадлежит биографическая книга о деятельнице французского Сопротивления Вере Оболенской (жене дяди её мужа) «Вики; княгиня Вера Оболенская» (1996, переиздание 2005), сборник очерков «Судьбы поколения 1920—1930-х годов в эмиграции», многочисленные статьи в газетах «Русская мысль» (Париж) и «Русская жизнь» (Сан-Франциско), «Новом журнале» (Нью-Йорк) и других изданиях.
С 1997 года возглавляет в США общественный комитет «Книги для России», занимающийся снабжением российских библиотек русскими книгами, выпущенными в других странах. Тесно сотрудничает с Домом русского зарубежья имени Александра Солженицына в Москве.
В 2014 году выпустила книгу воспоминаний о своей семье, посвятив её дедушке: «Правовед П. Н. Якоби и его семья: воспоминания».